# ويليام غالاس
ويليام غالاس (بالفرنسية: William Gallas)‏ المولود في 17 أغسطس من العام 1977 في آسنيير سور سين في فرنسا، لاعب كرة قدم فرنسي من أصل غواديلوبي، يلعب حاليا في توتنهام هوتسبر يفضل اللعب في خط الدفاع,. وهو ابن عم اللاعب الفرنسي لمنتخب فرنسا لكرة الرجبي ماتيو باستارود Mathieu Bastareaud .

## مولد غالاس
ويليام غالاس ولد في تاريخ 17\8\1977 في باريس وترجع أصوله إلى مدينة غوادالوبي على البحر الكاريبي في أمريكا الوسطى وهي نفس المدينة التي تأتي منها أصول زميله تييري هنري واللذان ومن الصدفة ولدا في نفس اليوم في نفس العام وفي نفس المدينة باريس، غالاس يفضل اللعب في خط الدفاع مع أنه يستطيع اللعب جيداً في مركز الظهير الأيمن أو الأيسر وهو ابن عم اللاعب الفرنسي ليليان تورام.
== بداية غالاس مع الكرة ==أو جالاس بلغة موطنه الاصل تعني الوردة الجميلة
تخرج غالاس من أكاديمية كلير فورنتين وهو في سن صغير وبدأ حياته كلاعب محترف مع فريق نادي كاين في الدرجة الثانية، واستطاع ان يساهم بـ صعود الفريق إلى الدرجة الأولى عام 1996، وانتقل بعد ذلك في موسم 1997إلى صفوف أولمبي مرسيليا وهو لم يتجاوز الـ 20 من العمر في صفقه انتظرها غالاس طويلا فاللعب في فرنسا لفريق مرسيليا ليس بالأمر السهل وقد يكون بمثابة الحلم لأي شاب يطمح في ترك بصمه في عالم كرة القدم الصعب، ولكن حدثت مشكلة لم تكن في الحسبان عندما تأخر مرسيليا في توقع العقد الرسمي مع اللاعب فـ انتهت فترة الانتقالات وغضب غالاس كثيرا وعرض عليه مسئولو نادي كاين أن يعود للنادي ولكنه أصر على التوقيع مع مرسيليا في فترة الانتقالات الشتوية

## غالاس مع مرسيليا
جالاس امضي أربعة مواسم مع أولمبي مرسيليا ولعب إلى جانب زميلة السابق في المنتخب الفرنسي روبرت بيريس، كانت بدايته غالاس مع أولمبي مرسيليا بطيئة لكنه بدأ يثبت نفسه منذ عام 1999، فلعب على الجهة اليسار في خط الدفاع مع اللاعب المعروف لوران بلان، تأهل مع مارسيليا إلى نهائي كأس الاتحاد الأوروبي حيث خسر مرسيليا أمام بارما الإيطالي كما ساهم في وصول الفريق الأبيض إلى وصافة الدوري المحلي مع نهاية الموسم، ورغم العروض العديدة التي قدمت له فضل غالاس البقاء مع مرسيليا ليطور قدراته بشكل أفضل خاصة وأنه سيشارك في دوري أبطال أوروبا، ويتذكر اللاعب الفرنسي واحدة من أفضل اللحظات في مسيرته الكروية عندما سجل هدف الفوز لمرسيليا في مرمى مانشستر يونايتد في دوري الأبطال، ومن ثم بدأت أنظار كبار المدربين في أوروبا تتجه نحو غالاس بسبب المستويات الكبيرة التي كان يقدمها الشاب الأسمر فكانت الأندية الأوروبية تطارده وتبحث عن وده ولكن في المقابل كان فريق مرسيليا يرفض العروض ويؤكد تمسكه بالمدافع غالاس حتى تمكن كلاوديو رانييري مدرب نادي تشيلسي حينها من الفوز بصفقه اللاعب وبالتحديد في أول صيف 2001 وبمبلغ 6,2 مليون جنيه إسترليني فقدم إلى لندن واختار القميص رقم 13 وهو رمزه البريدي عندما عاش في مرسيليا

## غالاس مع تشلسي
في بداية مشواره مع نادي تشيلسي لعب غالاس بجانب مواطنة الخبير مارسيل ديساي في قلب دفاع النادي اللندني ولم يمر وقت طويل حتى اثبت غالاس نفسه في الفريق وتمكن من التفوق على المدافع الفرنسي الأخر لوبوف وبدء أنصار نادي تشيلسي يثقون أكثر بمستويات هذا الفرنسي الشاب والذي اثبت تفوقا كبيرا في خط دفاع البلوز حتى انه كان يلعب على الأطراف أن تطلب الأمر.

### غالاس وجون تيري
غالاس وجون تيري هذا الثنائي في دفاع نادي تشيلسي يكاد يكون الأفضل في تاريخ الفريق وبشهادة محبو الفريق ومتابعيه فكان دفاع الفريق بوجودهم في أفضل حالاته والاثنان كانا يتطوران في كل موسم حتى أنهم لعبوا 16 مباراة متتالية مع الفريق ولم يتمكن أحد من هز شباكهم بفضل أدائهم الرائع والمتوازن فكانا بحق ثنائي رائع ومتفاهم

### محاولة الارسنال لجلب غالاس
وبعد المستويات الكبيرة التي كان يقدمها غالاس في الدوري الإنجليزي مع نادي تشيلسي أعجب به مدرب نادي الارسنال أرسين فينغر عندها حاول الارسنال جلب غالاس إلى الفريق فـ تقدم آرسنال بعرض للحصول على اللاعب في صيف 2003 ولكن هذا الصيف شهد قدوم رئيس جديد لـ تشلسي وهو الملياردير الروسي رومان أبراموفيتش وعندها قرر غالاس أن يواصل مسيرته في ستامفورد بريدج ووقع عقد جديد مع الفريق

### ما يميز غالاس
اشتهر غالاس بـ قدرته في فرض الرقابة اللصيقة وقراءته الدقيقة للمباراة وأيضا سرعته الهائلة والتي ساعدته كثيرا في التفوق ويعرف غالاس بقدرته على مراقبة ألمع المهاجمين في الدوري الإنجليزي مثل تييري هنري والهولندي رود فان نيستلروي وغيرهم كثير

### غالاس ومركز الظهير الأيسر
ساهم غالاس مع تشيلسي في تحقيق كأس رابطه المحترفين ولقب الدوري الإنجليزي مع المدرب البرتغالي خوسيه مورينهو ولكن بعد إصابة المدافع الإنجليزي واين بريدج اضطر المدرب جوزيه مورينيو ان يضع غالاس في خانه الدفاع الأيسر وتكرر هذا الأمر أكثر من مرة مع غالاس بعد تكرار إصابة واين بريدج وعلى الرغم من ذلك تم شراء المدافع الأسباني ايسير ديل هورنو من بيلباو وهذا ما جعل وليام غالاس يتذمر من هذا الأمر لأنة كان من المفترض شراء مدافع في جهة اليسار بدلا من قلب الدفاع الذي كان غالاس يرغب في العودة لهذا المركز الذي يعتبر مركزة الرئيسي ورغم ذلك فقد تمكن غالاس من إحراز العديد من الأهداف المهمة لفريقه في مشوار اللقب الإنجليزي ومنها هدفه الرائع في مرمى توتنهام هوتسبر والاخر الذي لا ينسى في شباك مانشستر يونايتد الكبير وبلغ مجمل أهداف غالاس مع تشلسي طوال مشواره إلى 12 هدف في 159 مباراة خاضها بالقميص الأزرق

### بداية المشاكل مع مورينهو
غالاس لم يكن راضيا عن المركز الذي كان يلعب فية وطلب من المدرب جوزيه مورينيو ان يعيده إلى موقعه الأصلي بدلا من البرتغالي ريكاردو كارفاليو ولكن مورينيو لم يستجيب إلى طلب غالاس ومن ثم رفض غالاس بعد كاس العالم عام 2006 الانصياع لأوامر جوزيه مورينيو والانضمام لجولة الفريق الأميركية فكانت ردة فعل المدرب البرتغالي صارمة عندما أعطى اللاعب الألماني الجديد مايكل بالاك الرقم الـ 13 وهو رقم قميص غالاس مما وضع مستقبل اللاعب مع ناديه في شك كبير

### انتقال غالاس
كان عقد وليام غالاس مع تشيلسي ينتهي في شهر مايو عام 2007 ورفض غالاس تجديد عقده مع تشلسي إذا لم يحصل على عقد أفضل مع ناديه ولكن العقد لم يصل لمستوى عقد جون تييري، وكان غالاس دائما ما يبدي رغبته باللعب في إيطاليا سواء مع اليوفي أو الميلان ولكن كان تشيلسي دائما ما يرفض فكرة الاستغناء عنه وتمسكت إدارة تشيلسي بمحاولات تجديد عقده مع الفريق ولكن غالاس كان مصر على الخروج من النادي ولكن بعد الفضيحة الكبرى التي شاهدتها الكرة في الكالتشيو وهبوط اليوفي ومعاقبه الميلان وخروج العديد من النجوم من إيطاليا قررعدم الانتقال إلى الدوري الإيطالي، عندها بدء الارسنال بالتحرك لضم اللاعب وعندما علم غالاس بإصرار تشلسي على شراء لاعب أرسنال آشلي كول دخل في مفاوضات مع فريق الارسنال لينضم إلى صفوفه خاصة وأن أرسنال كان يعاني من رحيل مدافعه المخضرم سول كامبل وإصابة السويسري الشاب فيليب سينيدروس وما زاد الأمور تعقيدا هو إقدام مورينيو على شراء الظهير الأيمن الهولندي خالد بلحروز من هامبورغ الألماني وفي اخر يوم من الانتقالات تمت واحدة من أطول وأغرب الصفقات عندما انتقل أشلي كول إلى تشلسي مقابل ضم أرسنال لـ غالاس بعد شد وجذب من كل الأطراف

## غالاس مع الارسنال
بعد أن تمكن غالاس من الخروج من المعاناة وتأمين مستقبله مع آرسنال بعقد مدته 4 سنوات وباجر أسبوعي يبلغ 80 ألف تم منح غالاس الرقم 10 الذي كان يحمله الأسطورة المعتزل في نفس الصيف دينيس بيركامب وبرر أرسين فينغر إعطاء الرقم 10 لـ غالاس بـ أن الرقم 3 كان مزعج له في ذلك الصيف وفكر بأن الرقم 10 سيكون امرأ جديدا وجيدا لـ المدافع لأن الرقم 10 إن كان لـ مهاجم فسيجعله يجد صعوبة لـ يكون خلفا لدينيس بيركامب وظهر جالاس لأول مره ضد ميدلزبره في المباراة التي انتهت بالتعادل 1-1 وكان أول هدف لـ جالاس مع آرسنال امام شيفيلد يونايتد في تاريخ 23 سبتمبر 2006 في المباراة التي فاز بها آرسنال بـ ثلاثيه في الدوري.

### غالاس قائد لـ الارسنال
وبعد رحيل تيري هنري في صيف 2007 تم إعطاء شارة الكابتينية لـ جالاس ونائبه هو حبيب كولو توريه وهذا الأمر سبب بعض الجدل لان جيلبرتو سيلفا كان يتوقع أن يكون هو القائد، ظهر غالاس لـ أول مره كقائد أمام فولهام في الدوري وفي المباراة التالية ضد بلاكبيرن تعرض غالاس إلى إصابة في الفخذ في 19 اب/أغسطس لكنة عاد في المباراة أمام بولتون في 20 أكتوبر والتي انتهت 2-0

### أهداف غالاس مع الارسنال
سجل قائد آرسنال أهداف مهمة لآرسنال في موسمه الأول كـ قائد وأهم هذه الأهداف هو هدف التعادل الثمين الذي سجله في الدقيقة الأخيرة أمام مانشستر يونايتد في ملعب الإمارات كما سجل هدفا ضد ويجان الذي كان دفاعه في أفضل حالاته ولعل الهدف الأهم هو هدفه ضد ناديه السابق تشيلسي في ملعب الإمارات حيث أكد ذلك الهدف الصدارة التي كادت أن تذهب بعد أول خسارة من ميدلزبره نقطة التحول لـ جالاس كانت مباراة برمينغهام حيث تعرض بعدها لـ هجوم شرس من الإعلام الإنجليزي عندما ذهب لمنتصف الملعب بعد احتساب ركلة جزاء في الدقيقة الأخيرة أمام برمينغهام قبل أن يعبر عن غضبه بـ رفس اللوحات الإعلانية بعد أن أحرز ماكفادين الهدف وبعد انتهاء المباراة بقي على أرضية الملعب باكيا لـ دقيقتين تقريبا قبل أن يواسيه آرسين فينجر بعد ذلك خسر غالاس قائد الفريق وزملائه صدارة الدوري وخرج ارسنال من جميع البطولات ورغم شدة الانتقادات إلا أن آرسين فينجر أكد على انه القائد في الموسم التالي.

### سحب شارة القيادة من غالاس
لكن في الموسم التالي قل عطاء غالاس في بدايته وفي شهر نوفمبر وعلى إثر انتقادات حادة وجهها غالاس لزملائه في الفريق والمنتخب إعلاميا قرر أرسين فينغر سحب شارة القيادة منه وعزله لإسبوع عن اللعب مع الفريق الأمر الذي جعل الجميع يتوقع رحيل الفرنسي في أقرب فرصه لكن غالاس بقي وأستعاد مركزه بجانب توري وقدم مستويات كانت أفضل من بداية الموسم وهو قائد.

## غالاس مع المنتخب الفرنسي
على المستوى الدولي ساهم غالاس في إحراز فرنسا بطولة أوروبا «تحت 18 سنة» عام 1996، ولعب حتى الآن 50 مباراة دولية مع المنتخب بلاده الأول سجل خلالها هدفين، وفاز معه بكأس القارات عام 2003، ووصل معه لنهائي كأس العالم في ألمانيا.

## روابط خارجية
- ويليام غالاس على موقع الاتحاد الدولي (مؤرشف)  (الإنجليزية)
- ويليام غالاس على موقع قاعدة بيانات كرة القدم.إي يو (الإنجليزية)
- ويليام غالاس على موقع بيانات كرة القدم. دي إي (الألمانية)
- ويليام غالاس على موقع ناشيونال فوتبول تيمز (الإنجليزية)
- ويليام غالاس على موقع Soccerbase.com (لاعب) (الإنجليزية)
- ويليام غالاس على موقع Soccerway.com (الإنجليزية)
- ويليام غالاس على موقع عالم كرة القدم.نت (الإنجليزية)
- ويليام غالاس على موقع كووورة
- ويليام غالاس على موقع AS.com (الإسبانية)